# فیرهولم (واشینگتن)
فیرهولم (به انگلیسی: Fairholm) یک منطقهٔ مسکونی در ایالات متحده آمریکا است که در شهرستان کلالام، واشینگتن واقع شده‌است.